# Municipio de Guilford (Kansas)
El municipio de Guilford (en inglés: Guilford Township) es un municipio ubicado en el condado de Wilson en el estado estadounidense de Kansas. En el año 2010 tenía una población de 168 habitantes y una densidad poblacional de 1,81 personas por km².

## Geografía
El municipio de Guilford se encuentra ubicado en las coordenadas 37°36′18″N 95°43′34″O / 37.60500, -95.72611. Según la Oficina del Censo de los Estados Unidos, el municipio tiene una superficie total de 92.99 km², de la cual 92,02 km² corresponden a tierra firme y (1,04 %) 0,97 km² es agua.

## Demografía
Según el censo de 2010, había 168 personas residiendo en el municipio de Guilford. La densidad de población era de 1,81 hab./km². De los 168 habitantes, el municipio de Guilford estaba compuesto por el 91,07 % blancos, el 3,57 % eran afroamericanos, el 1,79 % eran amerindios, el 1,79 % eran de otras razas y el 1,79 % eran de una mezcla de razas. Del total de la población el 1,79 % eran hispanos o latinos de cualquier raza.